# Juchitán de Zaragoza
Juchitán de Zaragoza är en kommunhuvudort i Mexiko.   Den ligger i kommunen Heroica Ciudad de Juchitán de Zaragoza och delstaten Oaxaca, i den sydöstra delen av landet, 500 km sydost om huvudstaden Mexico City. Juchitán de Zaragoza ligger 23 meter över havet och antalet invånare är 67 637.
Terrängen runt Juchitán de Zaragoza är mycket platt. Runt Juchitán de Zaragoza är det ganska tätbefolkat, med 179 invånare per kvadratkilometer. Juchitán de Zaragoza är det största samhället i trakten. Omgivningarna runt Juchitán de Zaragoza är en mosaik av jordbruksmark och naturlig växtlighet.